# Chris Bey
Chris Bey (ur. 13 lutego 1996 w Alexandrii) – amerykański wrestler.

## Życiorys
Chris Bey urodził się 13 lutego 1996 roku w Alexandrii w amerykańskim stanie Wirginia. Debiutował jako wrestler w 2017 roku. Z czasem zaczął posługiwać się stylem zwanym High-flyer.
W 2018 roku dołączył do organizacji wrestlingu Impact Wrestling. Nadano mu pseudonim The Ultimate Finesser (z ang. Ostateczny Finezjer). 18 lipca 2020 roku na gali Slammiversary pokonał Williego Macka w walce o mistrzostwo X-Division Championship. W tym samym roku debiutował w New Japan Pro-Wrestling na gali Super J-Cup. 18 sierpnia 2020 Rahit Raju pokonał jego i TJP w walce typu triple threat o X-Division Championship. W 2021 roku dołączył do stajni Bullet Club, po tym jak jej lider Jay White dołączył do Impact Wrestling. Często walczył w tag teamie u boku Jaya White'a lub Hikuleo. 21 października 2023 na gali Bound for Glory razem z Ace’em Austinem wygrał dla swojej stajni mistrzostwo drużynowe Impact World Tag Team Championship, pokonując dotąd panujących mistrzów The Rascalz.